# أوغست إيفردينغ
أوغست إيفردينغ (بالألمانية: August Everding)
ولد 31 أكتوبر 1928 في بوتروب وتوفى في 26 يناير 1999 في ميونخ) كان مخرج ومدير وسياسي ثقافي ألماني.

## حياته
ولد إيفردينغ سنة 1928 في مدينة بوتروب الواقعة في شمال غرب حوض الرور بشمال الراين-غرب فالن غرب ألمانيا، درس في مدينة بون، ثم في مدينة ميونخ الفلسفة والإلهيات ودراسات ألمانية، وعلوم المسرح، عمل فيما بعد ابتداء من سنة 1953 كمدير مساعد، ثم أصبح سنة 1955 مخرج، ثم قائد أوبرا التمثيل سنة 1959، ثم مدير التمثيل سنة 1960، فمديرا سنة 1963. سنة 1973 انتقل للعمل كمدير لأوبرا الدولة هامبورغ، 1977 في أوبرا الدولة البافاري في ميونخ.

## روابط خارجية
- أوغست إيفردينغ على موقع IMDb (الإنجليزية)
- أوغست إيفردينغ على موقع مونزينجر (الألمانية)
- أوغست إيفردينغ على موقع ألو سيني (الفرنسية)
- أوغست إيفردينغ على موقع ميوزك برينز (الإنجليزية)
- أوغست إيفردينغ على موقع أول موفي (الإنجليزية)
- أوغست إيفردينغ على موقع ديسكوغز (الإنجليزية)
- أوغست إيفردينغ على موقع قاعدة بيانات الفيلم (الإنجليزية)